# Bentonia
Bentonia is een plaats (town) in de Amerikaanse staat Mississippi, en valt bestuurlijk gezien onder Yazoo County.

## Demografie
Bij de volkstelling in 2000 werd het aantal inwoners vastgesteld op 500.
In 2006 is het aantal inwoners door het United States Census Bureau geschat op 499, een daling van 1 (-0,2%).

## Geboren
- Skip James (1902-1969), Amerikaans bluesgitarist

## Geografie
Volgens het United States Census Bureau beslaat de plaats een oppervlakte van
3,5 km², geheel bestaande uit land. Bentonia ligt op ongeveer 107 m boven zeeniveau.

## Plaatsen in de nabije omgeving
De onderstaande figuur toont nabijgelegen plaatsen in een straal van 32 km rond Bentonia.